# 北樫保駅
座標: 北緯48度23分38秒 東経142度41分17秒 / 北緯48.39389度 東経142.68806度
北樫保駅（きたかしほえき）は、かつて樺太元泊郡元泊村に存在した鉄道省樺太東線の駅である。

## 歴史
- 1930年（昭和5年）11月14日：樺太鉄道の（貨）北樫保荷扱所として開業。
- 1937年（昭和12年）5月5日認可：移転。
- 1940年（昭和15年）5月24日認可：旅客取り扱い開始。北樫保駅に改称。
- 1941年（昭和16年）4月1日：樺太鉄道の国有化により、樺太庁鉄道東海岸線の駅となる。
- 1943年（昭和18年）4月1日：南樺太の内地化にともない、鉄道省（国有鉄道）に編入。
- 1945年（昭和20年）8月：ソ連軍が南樺太へ侵攻、占領し、駅も含め全線がソ連軍に接収される。
- 1946年（昭和21年）
  - 2月1日：日本の国有鉄道の駅としては、書類上廃止。
  - 4月1日：ソ連国鉄に編入。ロシア語駅名は「ウグレダルスク」。

## 運行状況
（1944年当時）
- 1945年現在、上りは敷香駅発元泊駅行き2本と白浦駅行きと落合駅行き各1本であった。下りは敷香駅行きが3本と上敷香駅行き1本であった。
- 大泊港駅発着の夜行列車は通過していた。

## 隣の駅
鉄道省樺太鉄道局
樺太東線
樫保駅 - （樫保温泉駅） - 北樫保駅 - 幌内保駅